# Shine (canção de Shinee)
Shine (alternativamente intitulado, Medusa I) é uma canção Dance-R&B interpretada pela boy band sul-coreana SHINee. A canção foi incluída como faixa do terceiro álbum de estúdio em coreano do grupo, Why So Serious? – The Misconceptions of Me, lançado em 26 de abril de 2013 sob a gravadora SM Entertainment. A canção foi escolhida como um dos três singles promocionais do álbum junto com a faixa-título "Why So Serious?" e a faixa final "Can't Leave".

## Produção e antecedentes
"Shine" é um canção dança acompanhada por sons de bateria ásperas. A canção foi escrita, arranjada e composta por uma equipa de produtores musicais, que inclui Andrew Choi, Red Rocket Kim Seong Tae (também conhecido como Ted Kim), bem como Teddy Riley, que tinha estabelecido laços com a SM Entertainment depois de produzir "The Boys" do Girls' Generation e "What Is Love" do EXO entre muitas outras canções. Era a sua segunda colaboração com o Shinee depois de ter trabalhado com eles em "Beautiful" no seu álbum anterior Dream Girl – The Misconceptions of You. "Shine" foi, alternativamente, intitulada "Medusa I", enquanto Teddy Riley produziu outra faixa do álbum, "Dangerous", que foi igualmente intitulada "Medusa II". Misfit, que escreveu a letra dee outras canções do grupo, voltou a contribuir, mais uma vez com o grupo nessa canção. O rapper do Shinee Choi Minho fez as letras da parte de rap, além de outras três canções do álbum.

## Desempenho nas paradas
| Gráfico                     | Melhores posições |
| --------------------------- | ----------------- |
| Gaon Weekly singles         | 100               |
| Gaon Download Singles chart | 54                |

## Performances ao vivo
Shinee performou pela primeira vez "Shine" ao vivo junto com "Why So Serious?" durante a sua volta aos palcos no Music Bank em 26 de abril de 2013. Mais tarde, performaram ambas as faixas em vários shows de música, gravações em vídeo de alguns dos que foram enviados para o canal oficial no YouTube dos programas de música.